# Ayoreo
Ayoreo (Ayoreode, Ayoréo, Ayoréode) là nhóm thổ dân bản địa sống ở Gran Chaco, khu vực nẳm giữa các sông Paraguay, Pilcomayo, Parapetí và Grande, kéo dài đến Bolivia và Paraguay. Họ nói tiếng Ayoreo, ngôn ngữ được xếp vào nhóm Zamucoan, một họ ngôn ngữ nhỏ của Paraguay và Bolivia. Ayoreo sống bằng cách hái lượm-săn bắn kết hợp trồng trọt, tùy theo mùa trong năm. Có vài ghi nhận về kiểu shamanism ("nainai", shaman).